# 亚历山大·克伦斯基

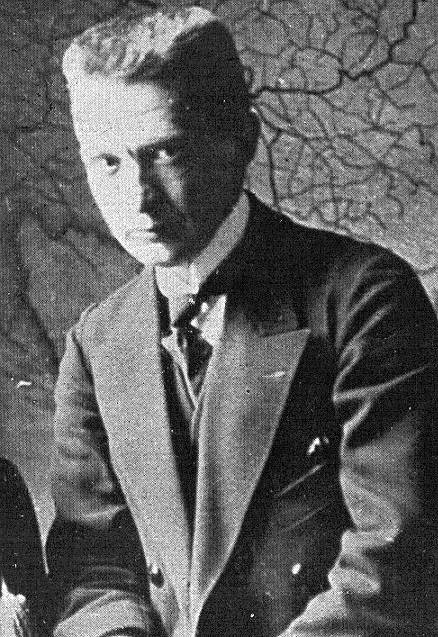
克伦斯基

亚历山大·费奥多罗维奇·克伦斯基（俄语：Алекса́ндр Фёдорович Ке́ренский，羅馬化：Aleksandr Fyodorovich Kerenskiy，發音：[ɐlʲɪˈksandr ˈkʲerʲɪnskʲɪj]；1881年5月4日—1970年6月11日），俄罗斯政治人物、革命家，在1917年俄国革命中扮演重要角色。他领导的二月革命推翻了沙皇的统治，在新政府中他任政府总理，1917年11月，他的政府被布尔什维克发起的十月革命推翻。

## 生平

### 早年生活和活动
亚历山大·克伦斯基于1881年5月4日出生在伏尔加河畔的辛比尔斯克（现乌里扬诺夫斯克），是家里的长子。他的父亲费奥多尔·米哈伊洛维奇·克伦斯基最初为教师，后来成为当地中学校长，最终被提拔为公立学校督学。他的祖父米哈伊尔·伊万诺维奇从1830年起在奔萨省的克伦卡村担任牧师。克伦斯基这个姓来源于这个村子的名字。他的外祖父是喀山军区地形局局长。他的母亲娜杰日达·亚历山德罗芙娜（娘家姓阿德勒）是一名前农奴的孙女，在1861年农奴制废除之前，他设法获得了自由。随后，他开始了商业生涯，并在其中取得了成功。这使他能够将业务转移到莫斯科，在那里他继续取得成功，成为一名富有的莫斯科商人。
克伦斯基和乌里扬诺夫家族的成员是朋友；克伦斯基的父亲费奥多尔是弗拉基米尔·乌里扬诺夫（列宁）的中学校长，甚至顶住压力无视列宁的家庭背景为他留下积极评语从而帮助他被喀山大学录取。1889年，克伦斯基八岁时，全家搬到了塔什干，他的父亲被任命为公立学校的主督学。克伦斯基于1899年以优异的成绩毕业。同年，他进入圣彼得堡大学学习历史和语言学。第二年，他转而从事法律工作。他于1904年获得法律学位，同年与俄罗斯将军的女儿奥尔加·利沃夫娜·巴拉诺夫斯卡娅结婚。克伦斯基加入了民粹派运动，并担任1905年革命受害者的法律顾问。1904年底，他因涉嫌属于一个激进组织而被判入狱。后来，他因在一些对革命者的政治审判中担任辩护律师而声名鹊起。
1912年，克伦斯基参观了勒拿河的金矿区，并发表了关于勒拿河大屠杀的材料，从而广为人知。同年，克伦斯基当选为第四届杜马议员，成为劳动团体党的成员，劳动团体党是一个由亚历克西斯·阿拉丁创立的社会主义非马克思主义劳动党，与社会革命党有联系，并加入了一个共济会，团结反君主制力量，为俄罗斯的民主复兴而努力。事实上，根据俄罗斯财产法，社会革命党为克伦斯基买了一栋房子，否则他将没有资格当选杜马议员。
1915年春，在第四届杜马第四次会议上，克伦斯基向米哈伊爾·羅將柯发出呼吁，并要求他转告沙皇，为了在战争中取得成功，他必须：
- 1.改变国内政策，
- 2.宣布对政治犯实行大赦，
- 3.恢复芬兰宪法，
- 4.宣布波兰自治，
- 5.在文化领域给予少数民族自治权，
- 6.废除对犹太人的限制，
- 7.结束宗教不容忍，
- 8.停止对合法工会组织的骚扰。[4]

8月，他成为进步集团的重要成员，该集团包括几个社会主义政党、孟什维克和自由党，但不包括布尔什维克。他是一位杰出的演说家，也是反对沙皇尼古拉二世政府的社会主义议会领袖。
克伦斯基是非正规共济会分会“俄罗斯人民大东方社”的活跃成员，该分会源自法兰西大东方社。克伦斯基是俄罗斯人民大东方社的秘书长，1917年7月升任政府后辞职。孟什维克的亚历山大·哈尔佩恩接替了他的职位。

### 对抗拉斯普京
1916年11月2日，在俄罗斯在第一次世界大战中失败的情况下，为了回应对帝国宠臣格里戈里·拉斯普京的强烈不满，克伦斯基在杜马开幕式上称帝国部长们为“雇佣杀手”和“懦夫”，并声称他们“受到可鄙的格里什卡·拉斯普京的指导！”大公尼古拉·米哈伊洛维奇、格奥尔基·李沃夫亲王和米哈伊尔·阿列克谢耶夫将军试图说服尼古拉二世将拉斯普京坚定的赞助人亚历山德拉·费奥多罗芙娜皇后送往雅尔塔的里瓦几亚宫或英国。米哈伊尔·罗将柯、齐奈达·尤苏波娃（费利克斯·尤苏波夫的母亲）、亚历山德拉的姐姐伊丽莎白、维多利亚大公夫人和皇后的婆婆玛丽亚·费奥多罗芙娜也试图影响和施压这对皇室夫妇，要求他们解除拉斯普京在皇室中的影响力，但没有成功。根据克伦斯基的说法，拉斯普京威胁要返回家乡，以此恐吓女皇。
1916年12月，贵族成员谋杀了拉斯普京，他被安葬在沙皇村的皇宫附近。1917年二月革命后不久，克伦斯基命令士兵将尸体重新埋葬在农村的一个没有标记的地方。然而，由于圣彼得堡郊外列斯诺耶路的积雪，卡车抛锚或被迫停车。尸体很可能在附近圣彼得堡国立理工大学锅炉车间的大釜中焚烧（凌晨3点至7点之间），包括棺材，没有留下任何痕迹。

### 俄国临时政府

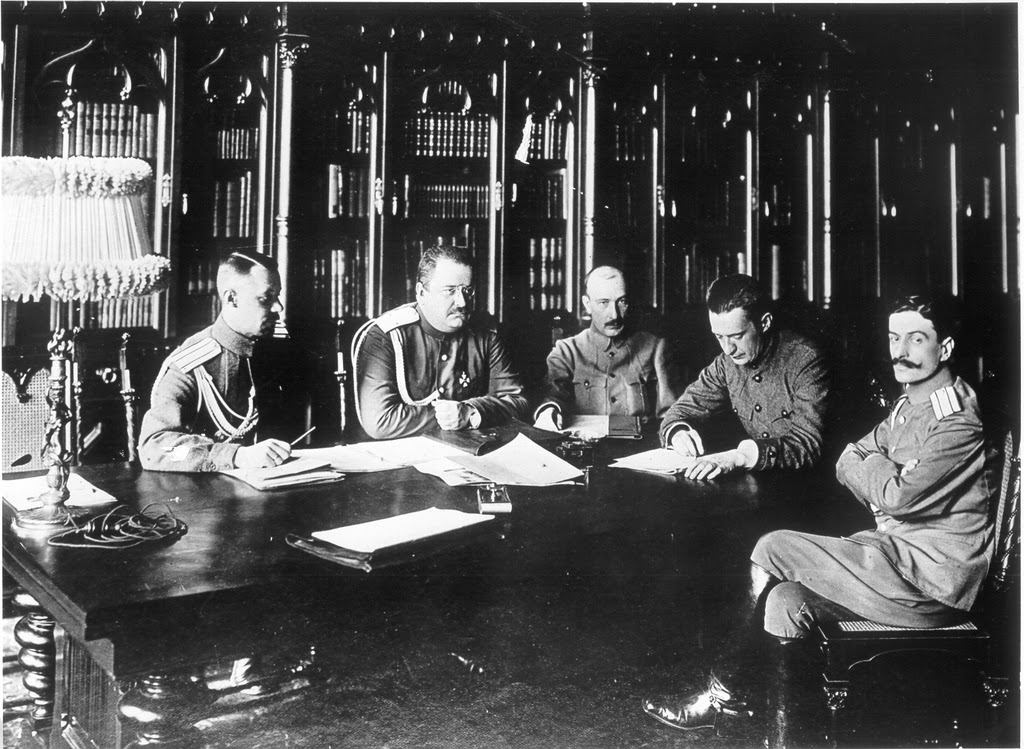
克伦斯基是临时政府的战争部长（右二）

1917年二月革命爆发时，克伦斯基和帕维尔·米留科夫是革命最杰出的领导人之一。作为杜马最著名的反对君主制的发言人之一，作为许多革命者的律师和辩护人，克伦斯基成为国家杜马临时委员会的成员，并当选为新成立的彼得格勒苏维埃的副主席。这两个机构，杜马和彼得格勒苏维埃，或者更确切地说，它们各自的执行委员会，很快在除结束沙皇专制以外的大多数问题上相互成为对手。
彼得格勒苏维埃发展到包括3000到4000名成员，他们的会议可能会淹没在永恒的演讲中。在1917年3月12日至3月13日（旧历：2月27日至2月28日）的会议上，彼得格勒苏维埃执行委员会，成立了一个自封的委员会，由苏维埃各党派的三名成员组成。克伦斯基成为代表社会革命党的成员之一。:104-106
1917年3月14日，苏维埃执行委员会在没有与政府协商的情况下发布了臭名昭著的1号命令，该命令仅适用于16万人的彼得格勒驻军，但很快被解释为适用于前线所有士兵。该命令规定，所有军事单位都应该像彼得格勒苏维埃一样成立委员会。这导致了混乱和“剥夺了官员的权力”；此外，“3号命令”规定，军队在政治等级上从属于执行委员会。这些想法来自一群社会主义者，旨在将军官的权力限制在军事事务上。社会主义知识分子认为军官最有可能是反革命分子。克伦斯基在这些命令中的作用尚不清楚，但他参与了这些决定。但正如革命前他为许多不喜欢沙皇的人辩护一样，他现在挽救了许多即将被暴徒私刑处死的沙皇公务员的生命。:110

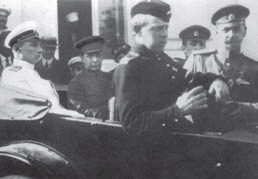
1917年5月，克伦斯基坐在亚历山大·高尔察克旁边

此外，杜马成立了一个执行委员会，最终成为俄国临时政府。由于执行委员会和这个政府之间几乎没有信任（而且他接受临时政府总检察长的职位），克伦斯基不仅向执行委员会委员，而且向整个彼得格勒苏维埃发表了充满激情的演讲。然后，作为部长，他发誓永远不会违反民主价值观，并在演讲结束时说：“我离不开人民。当你开始怀疑我的时候，就杀了我。”绝大多数人（工人和士兵）给了他热烈的掌声，克伦斯基现在成为第一个也是唯一一个同时参加临时政府和执行委员会的人。作为执行委员会和临时政府之间的纽带，克伦斯基将从这一立场中受益。:110
5月2日至4日，帕维尔·米留科夫的秘密照会再次承诺俄罗斯将致力于其最初的战争目标，这引发了第一次政府危机。此后，克伦斯基成为了战争部长，也是新成立的社会主义-自由主义联合政府中的主导人物。5月10日（儒略历），克伦斯基启程前往前线，视察了一个又一个师，敦促士兵们尽职尽责。他的演讲令人印象深刻，令人信服，但几乎没有持久的效果。在盟友继续战争的压力下，他于1917年7月1日（旧历6月18日）对奥匈帝国/德国南方军发动了所谓的克伦斯基攻势。起初攻势成功，但很快遭到了强烈抵抗，同盟国进行了强有力的反击。俄罗斯军队撤退并遭受重大损失，从许多逃兵、破坏和叛乱事件中可以清楚地看出，军队不再愿意进攻。

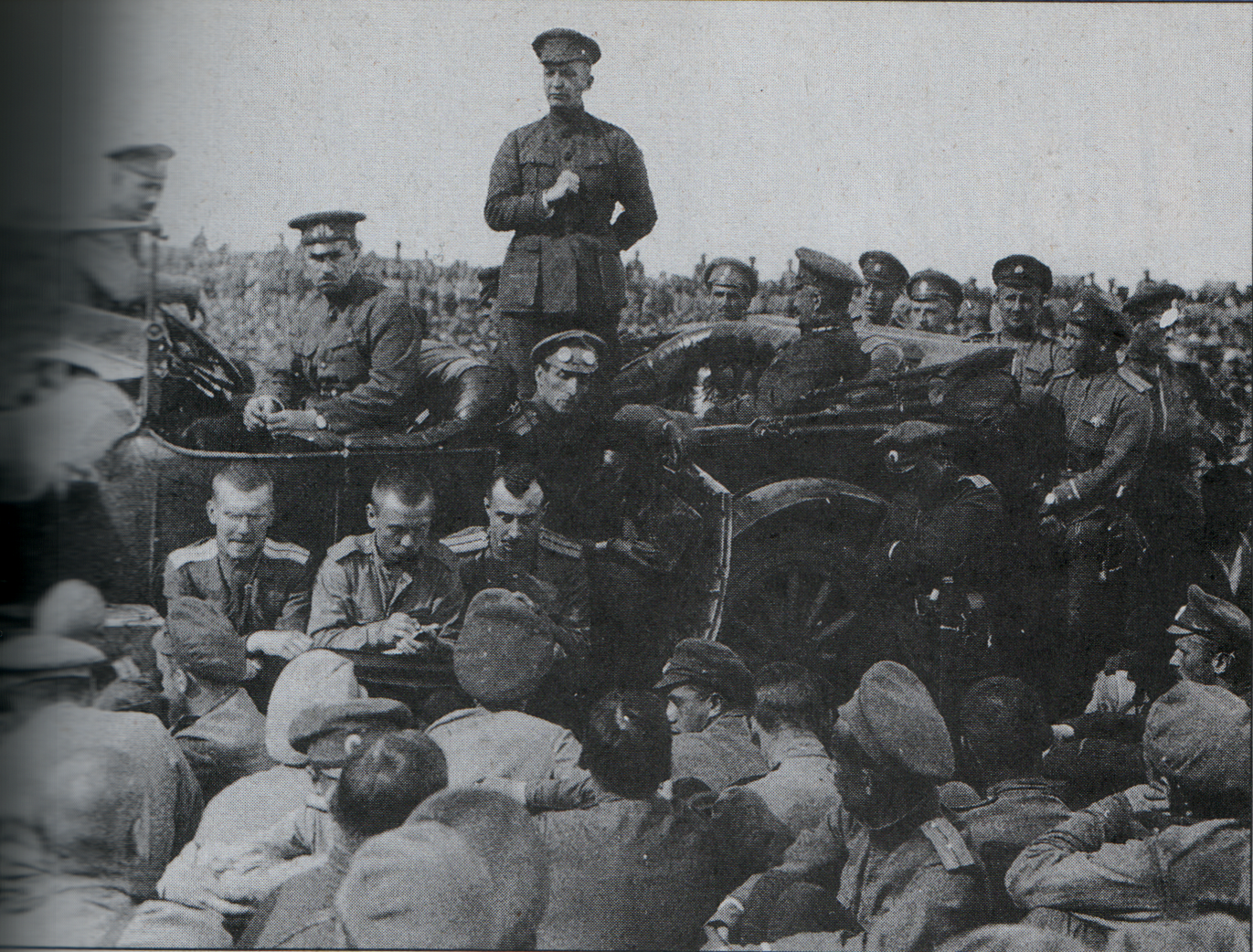
1917年5月的克伦斯基

军方严厉批评克伦斯基的自由主义政策，其中包括剥夺军官的任务，并将控制权移交给倾向于革命的“士兵委员会”（俄语：солдатскиекомитеты，罗马化：soldatskie komitety）；废除死刑；允许革命鼓动者出现在前线。许多军官轻蔑地称克伦斯基总司令为“总说服者”。
1917年7月2日，临时政府的第一个联盟因乌克兰自治问题而崩溃。在彼得格勒七月危机（1917年7月3日至7日，新历：7月16日至20日）和对布尔什维克的官方镇压之后，克伦斯基于1917年7日21日接替格奥尔基·李沃夫亲王担任俄罗斯总理。在科尔尼洛夫事件、8月底的未遂军事政变和其他部长辞职后，他也任命自己为最高总司令。
9月15日，克伦斯基宣布俄国为共和国，这与非社会主义者的理解相反，即临时政府只有在立宪会议决定俄国的政府形式之前才能掌权，但这与社会革命党长期宣称的目标是一致的。他成立了一个由五名成员组成的执政官，其中包括他自己、外交部长米哈伊尔·捷列先科、战争部长亚历山大·韦尔霍斯基将军、海军部长德米特里·韦尔杰列夫斯基上将和邮电部长阿列克谢·尼基京。1917年10月，他保留了在最终联合政府中的职位，直到布尔什维克于1917年11月7日（旧历：10月26日）将其推翻。

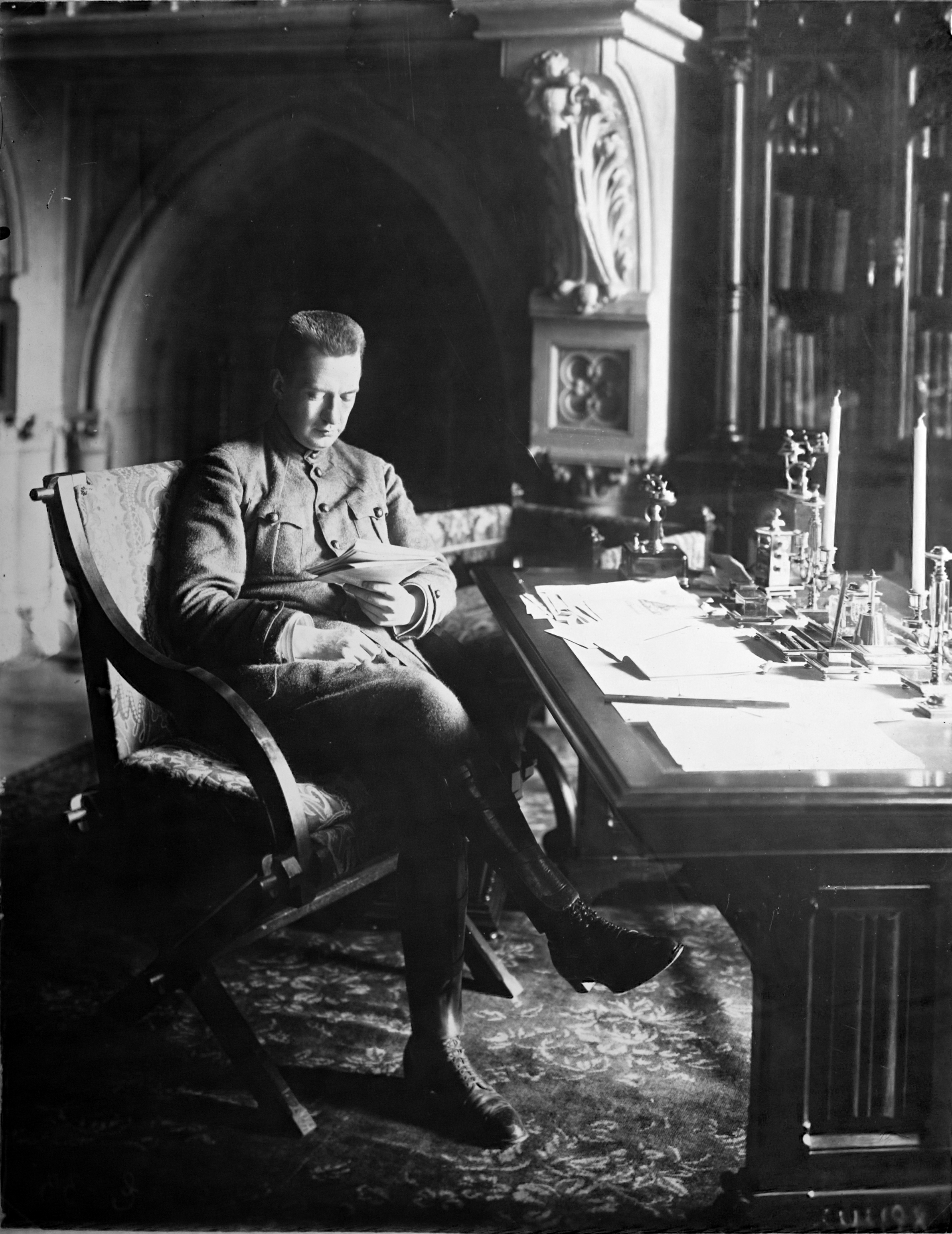
办公室中的克伦斯基

克伦斯基面临着一个重大挑战：三年的世界大战使俄罗斯筋疲力尽，而临时政府除了继续履行俄罗斯对其盟友的义务外，几乎没有提供取得胜利的动力。俄罗斯继续参与战争在中下层阶级中并不受欢迎，尤其是在士兵中也不受欢迎。他们都认为，当临时政府掌权时，俄罗斯将停止战斗，随后感到被骗了。此外，弗拉基米尔·列宁和他的布尔什维克党承诺在共产主义制度下实现“和平、土地和面包”。厌战、装备不良、士气低落、纪律涣散的俄罗斯军队正在瓦解，士兵们大量逃亡。到1917年秋天，估计有200万人非正式地离开了军队。
克伦斯基和其他政治领导人继续参与第一次世界大战，认为光荣的胜利是前进的唯一途径，并担心如果法国和英国的重要物资停止流入，已经承受着战争巨大压力的俄国经济可能会变得越来越不稳定。是否撤军的决定很大，克伦斯基前后矛盾、不切实际的政策进一步破坏了军队和整个国家的稳定。
此外，克伦斯基采取了一项孤立右翼保守派的政策，包括民主派和君主制派。他的“左翼没有敌人”的哲学极大地增强了布尔什维克的力量，并让他们自由行动，使他们能够接管彼得格勒和莫斯科苏维埃的军事力量或“voyenka”（俄语：Военка）。他逮捕了拉夫尔·科尔尼洛夫和其他军官，使他没有强有力的盟友来对抗布尔什维克，布尔什维克最终成为克伦斯基最强大、最坚定的对手，而右翼则演变成了白军运动。

### 十月革命及之后
在科尔尼洛夫事件期间，克伦斯基向彼得格勒工人分发了武器，到11月，这些武装工人中的大多数已经投靠了布尔什维克。1917年11月6日至7日（旧历10月25日至26日），布尔什维克发动了当年的第二次俄国革命。克伦斯基在彼得格勒的政府在市内几乎没有得到任何支持。只有一支小部队，即彼得格勒第一妇女营第二连的一个分支，也被称为妇女死亡营，愿意为政府对抗布尔什维克而战，但这支部队被数量上占优势的亲布尔什维克部队压倒，被击败并被俘。布尔什维克夺取了政府大楼和冬宫，迅速推翻了政府。
克伦斯基逃离布尔什维克，逃到普斯科夫，在那里他召集了一些忠于自己的军队，试图夺回这座城市。他的部队设法占领了沙皇村，但第二天在普尔科沃被击败。克伦斯基侥幸逃脱，在逃离俄国之前，他躲藏了几周，最终抵达法国。在俄国内战期间，他不支持任何一方，因为他既反对布尔什维克政权，也反对俄国白军。

### 个人生活

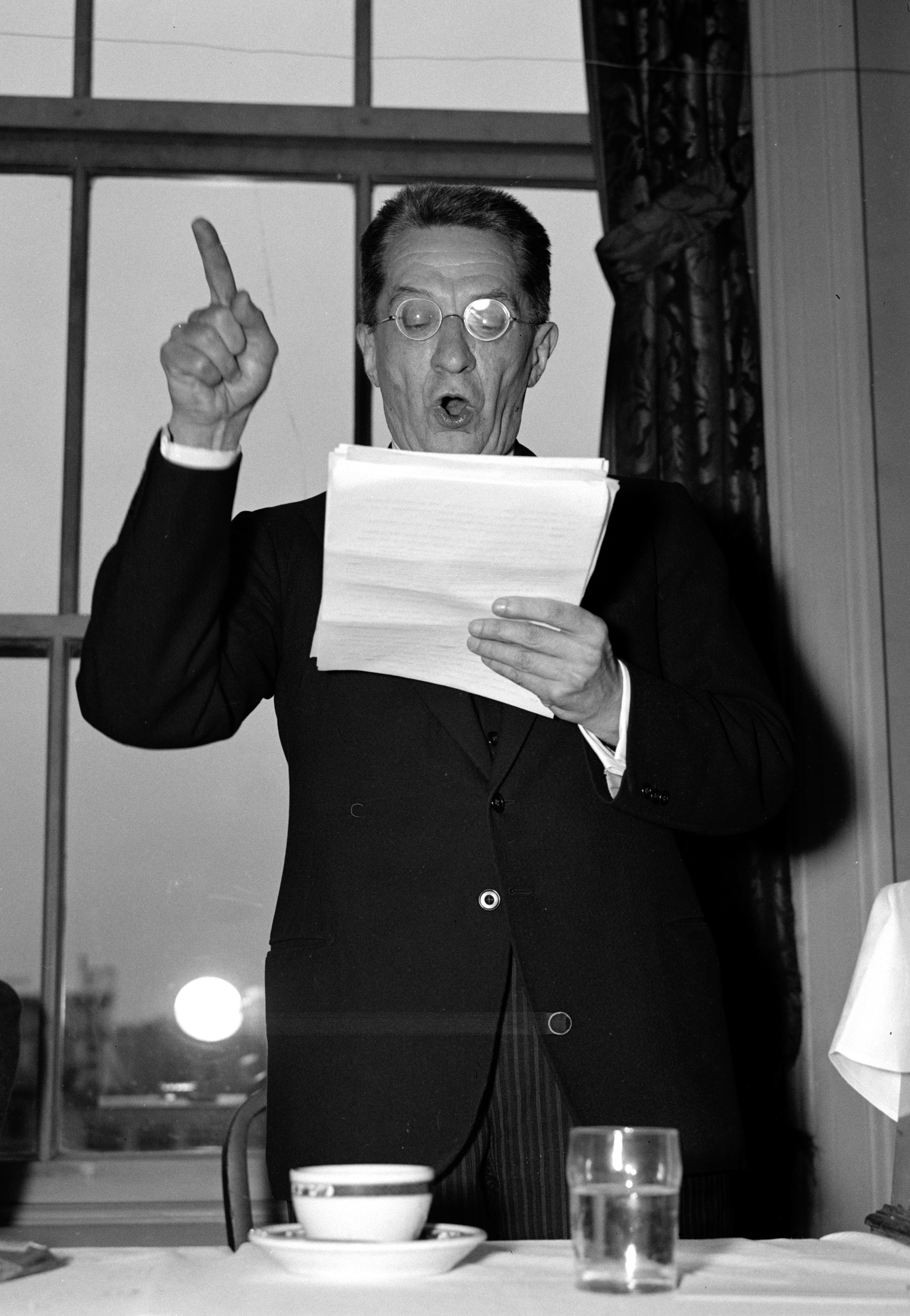
1938年，克伦斯基参加国家记者俱乐部活动

克伦斯基与奥尔加·利沃夫娜·巴拉诺夫斯基结婚，他们有两个儿子，奥列格（1905-1984）和格列布（1907-1990），两人后来都成为了工程师。根据互联网电影数据库，克伦斯基的孙子（也叫奥列格）在1981年的电影《红军》中扮演了祖父的角色。克伦斯基和奥尔加在1939年定居巴黎后不久就离婚了，1939年，在访问美国时，他遇到了澳大利亚前记者莉迪亚·艾伦·“内尔”·特里顿（1899-1946），她后来成为了他的新闻秘书和翻译。婚礼在宾夕法尼亚州的马丁斯克里克举行。
1940年德国入侵法国时，他们移民到了美国。1941年轴心国入侵苏联后，克伦斯基表示支持约瑟夫·斯大林。
1945年，当他的妻子内尔身患绝症时，克伦斯基和她一起前往澳大利亚布里斯班，并与家人住在那里。1946年2月，她中风了，他一直呆在那里，直到1946年4月10日妻子去世。克伦斯基随后返回美国，在那里度过了余生。
克伦斯基最终定居在纽约市，住在中央公园附近上东城91街，但大部分时间都在加利福尼亚州斯坦福大学的胡佛研究所度过，在那里他使用并贡献了该研究所庞大的俄罗斯历史档案，并在那里教授研究生课程。他撰写并广播了大量关于俄罗斯政治和历史的文章。1967年10月，他在密歇根州卡拉马祖的卡拉马祖学院发表了最后一次公开演讲。

### 去世
克伦斯基于1970年6月11日在纽约市圣卢克医院因动脉硬化性心脏病去世，此前他最初因跌倒受伤而入院。89岁时，他是1917年俄国革命中最后幸存的主要参与者之一。纽约市当地的俄罗斯正教会教堂拒绝为克伦斯基举行葬礼，因为他与共济会有联系，而且他们认为他对布尔什维克夺取政权负有主要责任。塞尔维亚正教会也拒绝举行葬礼。克伦斯基的遗体被空运到伦敦，他的两个儿子住在那里；他被安葬在无教派的帕特尼韦尔公墓。

## 著作
- 《布尔什维克主义前奏曲》（1919年）。ISBN 0-8383-1422-8
- 《大灾难》（1927）
- 《自由被钉十字架》（1934）
- 《俄罗斯与历史转折点》（1965）
- 《回忆录》（1966）

## 档案
克伦斯基家族的档案存放在伯明翰大学卡德伯里研究图书馆。

## 延伸閱讀
- Владимирович Е. А. Ф. Керенский — народный министр. Книгоиздательство «Власть народа» М. И. Рудмана. Одесса. 1917. （俄文）
- Abraham, Richard. . Columbia University Press. 1987. ISBN 0-231-06108-0.
- Lipatova, Nadezhda V. "On the Verge of the Collapse of Empire: Images of Alexander Kerensky and Mikhail Gorbachev." Europe-Asia Studies 65.2 (2013): 264-289.
- Thatcher, Ian D. "Post-Soviet Russian Historians and the Russian Provisional Government of 1917." Slavonic & East European Review 93.2 (2015): 315-337. online[永久]
- Thatcher, Ian D. "Memoirs of the Russian Provisional Government 1917." Revolutionary Russia 27.1 (2014): 1-21.

## 外部連結
- Музей А. Ф. Керенского в Лондоне（页面存档备份，存于）
- Александр Керенский（页面存档备份，存于） — Генрих Боровик рассказывает о своём интервью с Керенским // из цикла «Наше всё», радиостанция «Эхо Москвы».
- Керенский в 1917（页面存档备份，存于） — кадры кинохроники.
- А. Ф. Керенский — биография
- 互联网档案馆中亚历山大·克伦斯基的作品或与之相关的作品
- Alexander Kerensky Archive（页面存档备份，存于） at marxists.org
- An account of Kerensky at Stanford in the 1950s
- 亚历山大·克伦斯基在互联网电影资料库（IMDb）上的資料（英文）

| 官衔                     | 官衔                                                | 官衔                                                                                     |
| ------------------------ | --------------------------------------------------- | ---------------------------------------------------------------------------------------- |
| 前任者： 格奧爾基·李沃夫 | 俄羅斯臨時政府部長主席 1917年7月21日－1917年11月7日 | 繼任者： 弗拉基米爾·列寧 (蘇俄人民委員會主席) 列夫·加米涅夫 (全俄罗斯中央执行委员会主席) |